# 高湖鎮區 (愛荷華州埃米特縣)
高湖鎮區（英語：High Lake Township）是位於美國愛荷華州埃米特縣的一個行政鎮區。

## 地方資料
根據2010年美國人口普查的數據，高湖鎮區的面積為92.50平方千米，當中陸地面積為86.47平方千米，而水域面積為6.03平方千米。當地共有人口461人，而人口密度為每平方千米4.98人。